# Rudolf Mildner
Rudolf Mildner (* 10. Juli 1902 in Johannesthal, Österreich-Ungarn; † nach 1948) war ein österreichisch-deutscher NS-Jurist, SS-Standartenführer und Abteilungsleiter im Reichssicherheitshauptamt (RSHA).

## Kriegsfreiwilliger und akademische Ausbildung
Mildner war der Sohn eines Zimmermanns und wuchs unter schwierigen wirtschaftlichen Verhältnissen auf. Seine Schulzeit verbrachte er an der Volks- und Bürgerschule.
Ab 1916 diente er in der österreichischen Armee als Freiwilliger im Ersten Weltkrieg. Nach Kriegsende trat er in das Freikorps Sudetenland ein. Bei der Polizeidirektion Salzburg wurde er zum Polizisten ausgebildet. Seine Schulausbildung vertiefte er durch einen Besuch eines Abendgymnasiums. Zum 10. November 1931 trat er der NSDAP bei (Mitgliedsnummer 614.080).
In Innsbruck studierte er Rechts- und Staatswissenschaften. Die Promotion zum Dr. jur. erlangte er im Jahre 1934. Schon 1935 hatte er eine Position bei der politischen Polizei in München inne. Hier erwarb er auch die deutsche Staatsangehörigkeit. Am 3. September 1935 trat er der SS bei (SS-Nummer 275.741).

## Karriere in der Gestapo

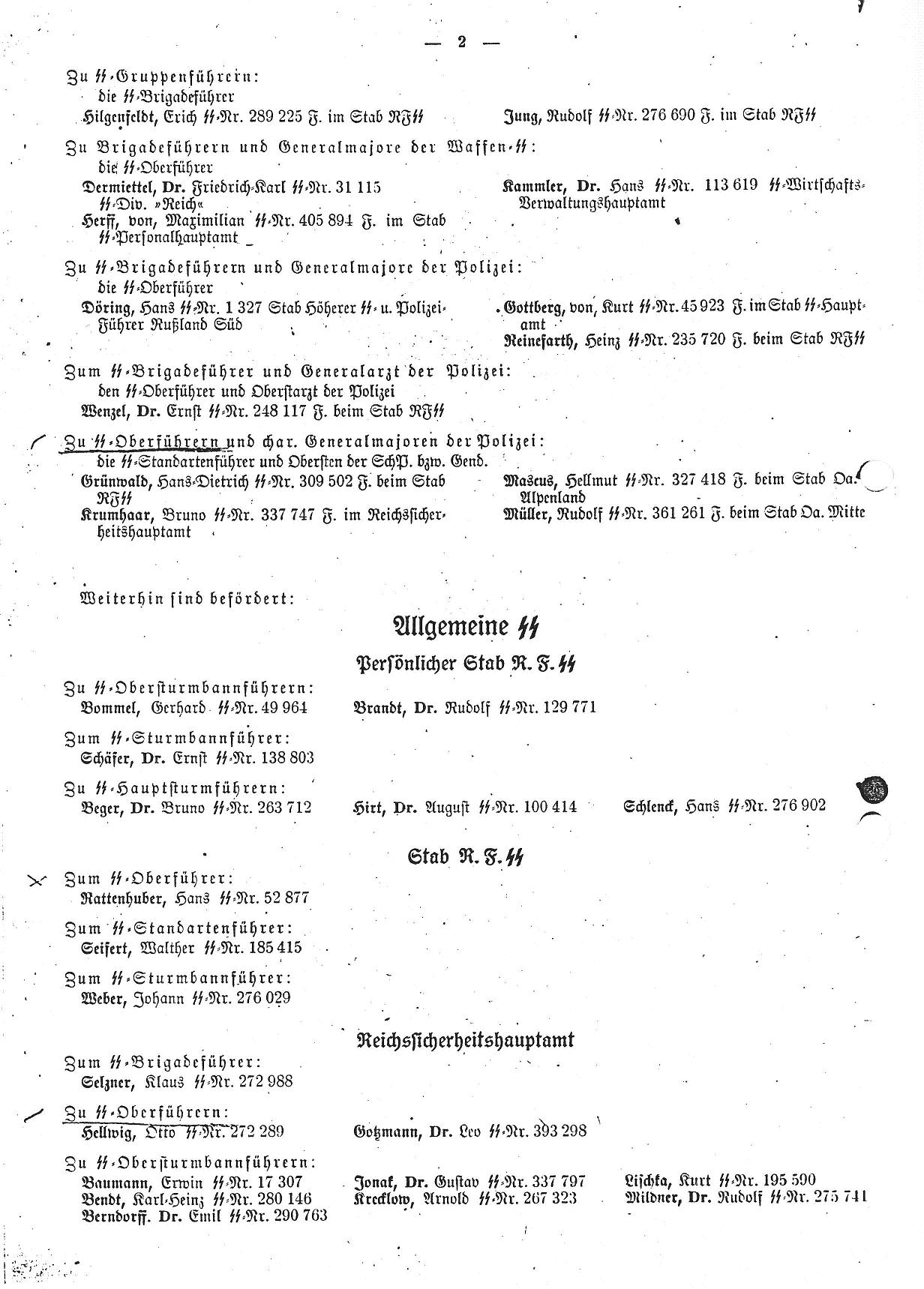
Beförderung zum SS-Obersturmbannführer an Hitlers Geburtstag 1942 im SS-Verordnungsblatt

Nach dem Anschluss Österreichs an das Deutsche Reich im März 1938 versetzte man ihn nach Linz, wo er stellvertretender Leiter der örtlichen Gestapo war, um dann 1939 für vier Monate die Gestapo in Salzburg zu führen. Im Dezember 1939 wurde er Leiter der Staatspolizeistelle Chemnitz, wo er bis Anfang 1941 blieb.
Ab März 1941 wurde er zum Chef der Staatspolizeileitstelle Kattowitz ernannt. Im Jänner 1942 erhielt er das Kriegsverdienstkreuz II. Klasse mit Schwertern, weil er sich, so die Beurteilung, bei der Bekämpfung von Staatsfeinden aller Art besonders ausgezeichnet habe.
Etwa ab Mitte 1942 übernahm Mildner auch die Ausführung der Standgerichtsbarkeit für Oberschlesien mit den Regierungsbezirken Kattowitz und Oppeln. Gemäß einer Verordnung über Standgerichte vom 1. Juni 1942 hatte der Gauleiter und Oberpräsident Fritz Bracht verfügt, dass insgesamt 21 Delikte mit dem Tode bestraft werden konnten, darunter auch Sachbeschädigung, Betrug, Diebstahl und Sittlichkeitsvergehen. In dieser Position saß er dem „Polizei- und Standgericht“ der Gestapo im Block 11 des Stammlagers des KZ Auschwitz vor.
Beim Nürnberger Hauptprozess wurde am 2. Jänner 1946 als Teil der Anklage ein Schreiben des Generalstaatsanwalts in Kattowitz vom 3. Dezember 1941 an den Reichsminister der Justiz über Polizeiliche Exekutionen ohne Strafverfahren vorgelegt:

„Vor etwa 3 Wochen sind in Tarnowitz im Zusammenhang mit der Zerschlagung einer hochverräterischen Organisation von 350 Mitgliedern die 6 (zum Teil Volksdeutschen) Haupttäter von der Polizei erhängt worden, ohne daß die Justiz davon Kenntnis hatte. Solche Exekutionen sind bereits früher an kriminellen Tätern im Bezirk in Bielitz gleichfalls ohne Kenntnis der zuständigen Strafverfolgungsbehörde erfolgt. Am 2. Dezember 1941 hat der Leiter der Staatspolizeistelle Kattowitz, Oberregierungsrat Mildner, dem Unterzeichneten mündlich berichtet, daß er diese Exekutionen mit Ermächtigung des Reichsführers der SS als notwendige Sofortmaßnahme durch öffentliches Hängen am Tatort angeordnet habe, und daß die Maßnahmen zur Abschreckung auch künftig solange fortgesetzt werden müßten, bis die verbrecherischen und aktivistischen deutschfeindlichen Kräfte im eingegliederten Ostgebiet zerschlagen seien oder andere Sofortmaßnahmen, u. U. auch der Gerichte, gleiche abschreckende Wirkung gewährleisteten. So wurden auch heute in dem Gebiete in und um Sosnowitz 6 Haupträdelsführer einer anderen polnischen hochverräterischen Organisation zur Abschreckung öffentlich erhängt.“

SS-Unterscharführer Pery Broad, der der Politischen Abteilung der Gestapo im KZ Auschwitz angehörte, charakterisierte Mildner folgendermaßen:

„Dieser Mann war einer der blutrünstigsten Schlächter, die im Dritten Reich existierten. Er stellte schon rein äußerlich die Verkörperung eines Despoten dar. Auffallend war besonders sein wuchtiger, stiernackiger Schädel, aus dem ein paar eiskalte, grausame Augen prüfend betrachteten.“

Sein Gesicht war durch Schmisse gezeichnet.

## Dänemark und Abteilungsleiter im RSHA
Am 19. September 1943 versetzte das RSHA Mildner ins besetzte Dänemark. Zehn Tage zuvor war er zum SS-Standartenführer befördert worden, dem höchsten Rang, den er bei der SS erreichte. Als Leiter der Gestapo Kattowitz folgte ihm Johannes Thümmler nach. In Kopenhagen sollte er Maßnahmen gegen den Widerstand ergreifen. Die im Oktober 1943 erfolgte Rettung der dänischen Juden lastete Heinrich Himmler Mildner an, der Anfang Jänner 1944 durch SS-Standartenführer Otto Bovensiepen ersetzt wurde.
Im Jänner und Februar 1944 war er Inspekteur der Sicherheitspolizei und des SD in Kassel. Von März bis Juni 1944 übernahm er als Leiter die Abteilung IV A 5 im RSHA für Sonderaufgaben. Nach Wien kam Mildner im Dezember 1944, wo er zum Inspekteur der Sicherheitspolizei und des SD der Gestapo-Zentrale im vormaligen Hotel Metropol am Morzinplatz ernannt wurde. In Wien war er am 8. April 1945 auch führend an der öffentlichen Exekution der österreichischen Widerstandskämpfer Major Karl Biedermann, Hauptmann Alfred Huth und Oberleutnant Rudolf Raschke in Floridsdorf beteiligt.
Mitte April 1945, als die Wiener Dienststelle verlegt wurde, bildete sich im Raum Linz ein neues Kommando heraus, wobei Mildner der Stellvertreter von Franz Josef Huber wurde.

## Internierung und Flucht
Am 30. Mai 1945 wurde er von der US-Besatzungsmacht in Hinterstoder festgenommen. Bei den Verhören gelang es ihm, die nicht kundigen Verhörer über die Kommandostränge innerhalb der Gestapo zu täuschen. Da er sich andererseits aber kooperativ zeigte, konnte er als Zeuge gegen den Chef des RSHA, Ernst Kaltenbrunner, im Nürnberger Hauptkriegsverbrecherprozess aussagen. Mildner wurde 1949 aus der Internierung entlassen und tauchte unter.
In Argentinien war er Ende der 1950er Jahre bei Interviews von Willem Sassen mit Adolf Eichmann anwesend.
Die Staatsanwaltschaft in Wien wollte zu Beginn der 1960er Jahre noch einmal gegen Mildner Ermittlungen aufnehmen, aber er blieb unauffindbar. Durch Beschluss des Landgerichts Salzburg vom 27. Juni 1969 wurde Mildner auf den 31. Dezember 1951 für tot erklärt.